# День перемоги над нацизмом у Другій світовій війні
День перемоги над нацизмом у Другій світовій війні — колишнє державне свято в Україні, яке офіційно святкували 9 травня. Прийшло на зміну радянському святу День Перемоги, яке святкували в СРСР (1945—1991), а потім в Україні (1992—2023).
«День перемоги над нацизмом у Другій світовій війні» встановлено як державне свято відповідно до ухваленого 9 квітня 2015 року Верховною Радою України закону «Про увічнення перемоги над нацизмом у Другій світовій війні 1939—1945 років» в рамках пакету законів про декомунізацію. 8 травня 2023 року Володимир Зеленський підписав указ, згідно з яким 9 травня в Україні відзначають День Європи, і вніс до Верховної Ради України законопроєкт про встановлення 8 травня — Дня пам'яті та перемоги над нацизмом у Другій світовій війні 1939—1945 років як вихідного дня замість Дня перемоги над нацизмом у Другій світовій війні 9 травня.
29 травня 2023 року Верховна Рада зробила День пам'яті та перемоги над нацизмом у Другій світовій війні 1939—1945 років 8 травня державним святом, скасувавши День перемоги над нацизмом у Другій світовій війні 9 травня. 12 червня 2023 року Президент України Володимир Зеленський цей підписав закон.

## Відмінності з «Днем перемоги»
Закони про декомунізацію скасували Закон України «Про увічнення перемоги у „великій вітчизняній війні“ 1941—1945 років». Новий закон встановив в Україні заборону пропаганди й публічного використання, нацистської та комуністичної символік. Із законодавства зник термін «Велика вітчизняна війна». Також у новому святі відбувається перенесення акценту з історії військових дій на історії конкретних людей, а відтак відмову від святкування на користь ушанування.
Як зазначає Український інститут національної пам'яті, новий зміст відзначення Дня пам'яті та примирення та Дня перемоги над нацизмом у Другій світовій війні включає:
- переосмислення подій Другої світової війни, руйнування радянських історичних міфів, чесний діалог навколо складних сторінок минулого;
- рівне вшанування пам'яті кожного, хто боровся з нацизмом, підкреслення солідарності та бойового братерства всіх Об'єднаних Націй, як держав, так і бездержавних тоді народів, зокрема євреїв та українців;
- перенесення акценту з історії військових дій на історії конкретних людей, а відтак відмову від святкування на користь ушанування.

## Святкування

### 2015
Український інститут національної пам'яті завчасно оприлюднив методичні матеріали й рекомендував відзначати нове свято у зміненому форматі. Незважаючи на те, що до 9 травня 2015 року закон «Про увічнення перемоги над нацизмом у Другій світовій війні 1939 — 1945 років» офіційно не набув чинності, в Україні на офіційному рівні відзначили свято у форматі, відмінному від форматів святкування «Дня Перемоги». Цього дня відбулись покладання квітів до пам'ятників невідомим солдатам Червоної армії, у Києві — марш миру за участю військових духових оркестрів з України, Естонії, Литви, Польщі, Сербії. Події передувала присяга курсантів у присутності Президента України Петра Порошенка.
До пам'ятної дати Президент України своїм наказом заснував державну нагороду — ювілейну медаль «70 років Перемоги над нацизмом».

### 2016
До пам'ятних днів Український інститут національної пам'яті започаткував тематичний інформаційно-просвітницький проект «Війна не робить винятків. Жіночі історії Другої світової», оголосивши, що вшанування 2016 року буде присвячене жіночим долям у Другій світовій війні.

### 2017
9 травня відзначилося агресивними діями поліції щодо демонстрантів з українськими прапорами. Найбільший інцидент мав місце у Дніпрі, жертвами якого стали ветерани АТО. Вони намагалися не допустити проходу колони з символікою політичної партії «Опозиційний блок», проте в силовому протистоянні поліція виступила на боці прихильників «Опоблоку», декілька учасників-ветеранів АТО отримали серйозні травми.
Натомість у Києві працівники поліції здійснили напад на штаб Добровольчого Руху ОУН, що розташовувався в районі проведення акції «безсмертний полк», членам цього руху заподіяно численні травми. Окрім того, не допускали до участі в заходах осіб з українськими прапорами
Факти побиття працівниками поліції ветеранів та патріотів розцінюють як загрозу реваншу проросійських сил, зокрема Арестович та Філатов, громадські кола.
Протистояння між проросійськими та проукраїнськими демонстрантами спостерігалися також у Запоріжжі, Харкові, Одесі.

### 2018
За даними поліції, у святкуванні 9 травня взяло участь близько 400 тис. людей. За вчинення правопорушень до поліції доправлено 28 осіб.
Найбільш масові заходи відбулися у Києві, Одеській, Херсонській, Миколаївській, Запорізькій та Дніпропетровській областях. У Києві серйозних конфліктів не зафіксовано.

### 2020
В Києві заходи пройшли без суттєвих порушень, пройшло кілька автопробігів. В Запоріжжі проросійська організація «Полк перемоги» провела автопробіг, де сталася сутичка з активістами, що зривали з автомобілів заборонену символіку СРСР.
В Одесі під час автопробігу з автівок зняли партійні прапори і прапори, що нагадували радянські, було скоєно напад на журналістку.

### 2021
У Києві в Національному музеї історії України у Другій світовій війні пройшов захід «Пам'ятаємо — перемагаємо», поминальне богослужіння про загиблих під час визволення України. У Дніпрі відбувся телемарафон і флешмоб «Герої Дніпра». Згодом поліція відкрила 17 кримінальних справ за використання забороненої комуністичної символіки протягом 9 травня.

## Символіка та гасло
З 2016 по 2023 рік офіційним символом святкування Дня перемоги над нацизмом у Другій світовій війні, як і Дня пам'яті та примирення, є квітка червоного маку — загальноприйнятий у світі символ відзначення пам'ятних днів Другої світової війни і використовується у власній стилізації, розробленій харківським дизайнером Сергієм Мішакіним.
Обох пам'ятних днів є гасло: «1939—1945. Пам'ятаємо. Перемагаємо» (з 2016 по 2023 рік).

## Ставлення у суспільстві
Опитування Фонду «Демократичні ініціативи» та соціологічної служби Центру Разумкова, проведене на початку травня 2021 року, показало, що 41 % громадян України вважає, що держава має відзначати обидві дати — і День пам'яті та примирення 8 травня, і День перемоги. Ще 31 % вважає, що Україна має відзначати лише День перемоги над нацизмом 9 травня. Близько 9 % підтримують ідею відзначати лише День пам'яті та примирення 8 травня, ще 10 % респондентів байдуже.
Відзначення лише 8 травня найбільше підтримують у західному регіоні держави(22 %); на сході та півдні України більше тих, хто вважає, що відзначати треба лише 9 травня (42 % та 48 % відповідно).
8 травня 2023 року Володимир Зеленський підписав указ, згідно з яким відтепер 9 травня в Україні відзначатимуть День Європи.

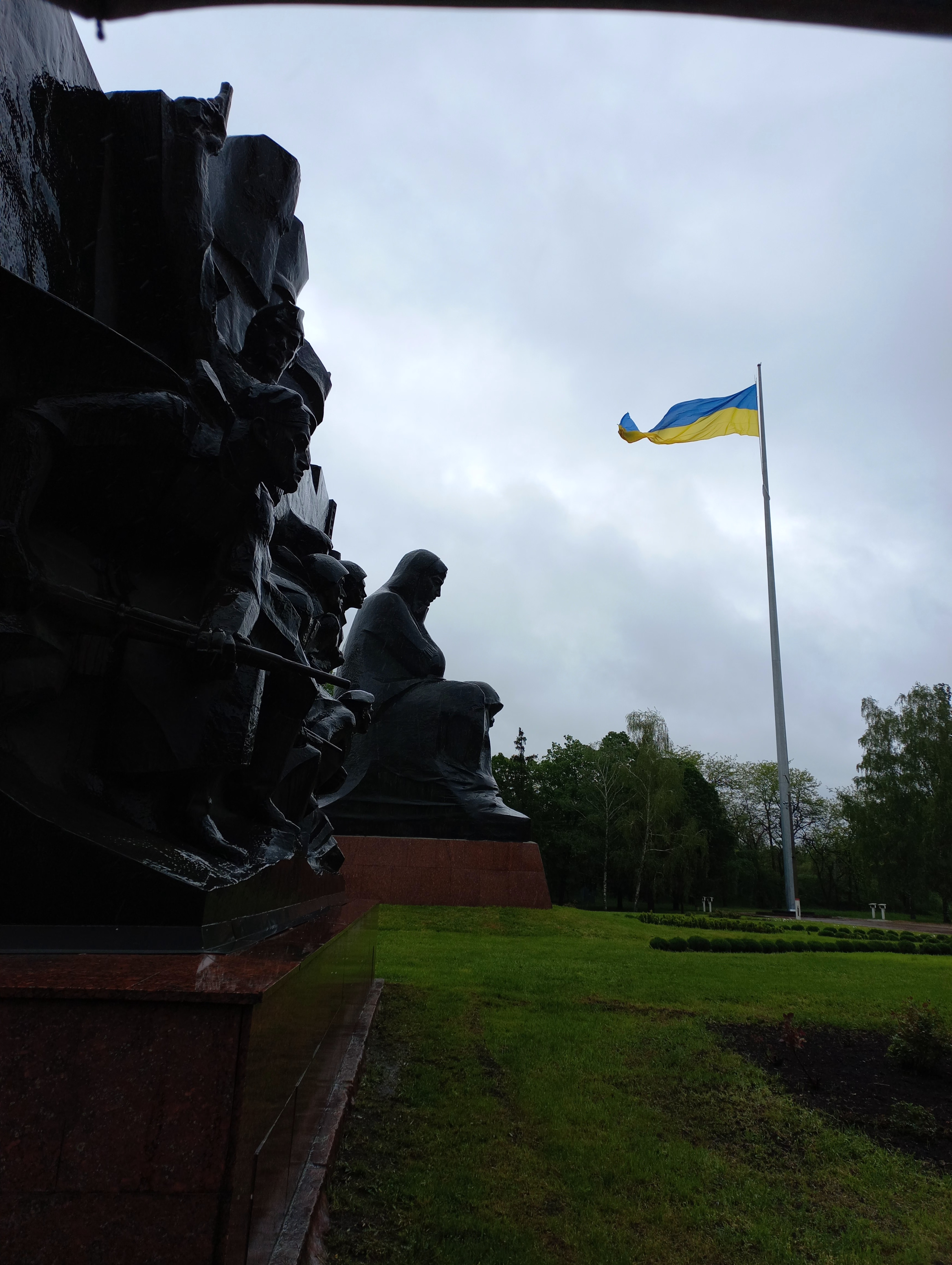
Фортеця Святої Єлисавети, 9 травня 2025

|  | Усвідомлюючи європейську ідентичність Українського народу, з метою зміцнення єдності народів Європи, забезпечення миру, безпеки й стабільності на Європейському континенті, засвідчуючи відданість ідеалам та цінностям демократії, підтримуючи ініціативи молодіжних та інших громадських об’єднань, постановляю: установити в Україні День Європи, який відзначати щороку 9 травня спільно з державами Європейського Союзу |